# Língua gestual argentina
A Língua Gestual Argentina (no Brasil: Língua de Sinais Argentina) é a língua gestual usada pela comunidade surda na Argentina. É usada por cerca de 2 milhões de surdos.
Esta língua não é oficial na Argentina e nas salas de aula é frequentemente proibida (os alunos usam-na fora das aulas).